# Priziv savjesti
Priziv savjesti (još nazivan i prigovor savjesti), odluka je i pravo pojedinca na odbijanje izvršavanje zahtjeva ili odredbe koju mu nameće pravni sustav. 
Pravo na priziv savjesti proizlazi iz slobode savjesti, koja je zajamčena člankom 18. Opće deklaracije o pravima čovjeka. U čl. 47. Ustava Republike Hrvatske izrijekom se spominje – i jamči – pravo na priziv savjesti protiv vojne službe. Parlamentarna skupština Vijeća Europe donijela je 2010. Rezoluciju br. 1736 o pravu na priziv savjesti.
Međunarodni dan priziva savjesti obilježava se 15. svibnja.

## Povijesni primjeri
Drevni primjer priziva savjesti nalazi se u antičkoj drami Antigona (5. stoljeće pr. Kr.), u kojoj Sofoklo donosi primjer mlade žene koja odbija poštovati svjetovni zakon koji joj zabranjuje ukop braće poginule u pobuni protiv vlastitoga kralja: ona se izlaže najvećem riziku, jer osjeća da je božanski zakon koji joj nalaže ukop najbližih srodnika obvezuje jače, od državnoga zakona koji joj to brani. Činjenica da Sofoklo – te, očito, njegova publika u antičkoj Grčkoj – promatra Antigonino rizično i neprobitačno ponašanje (ona je sama osuđena na smrt, zbog brige za ionako mrtva tijela svoje braće) kao dostojno i junačko, pokazuje kako je priziv savjesti već u to vrijeme bio kulturno i društveno prepoznat i odobravan.
U 6. i 7. poglavlju biblijske Druge knjige o Makabejcima navode se primjeri Židova koji su se u 1. stoljeću prije Krista odbijali podvrgnuti helenističkim zakonima koji su od njih tražili – pod prijetnjom smrtne kazne – prikazivanje žrtve na žrtveniku državnoga kulta i jedenje svinjetine u znak odricanja od židovskoga Zakona i podlaganja zakonu i kultu države: kulturalni učinak na kršćansku tradiciju osobito proizlazi iz prikaza uzastopnoga svirepoga mučenja i ustrajnosti u postupanju prema božanskom zakonu, kojega iskazuju sedmorica braće Makabejaca; te njihova majka koja svjedoči podvrgavanju svojih sinova mukama i ubijanju na najokrutnije načine, hrabreći sve manji broj preostalih svojih sinova na ustrajnost u svojoj odanosti Bogu i odbijanju žrtvovanja poganskim božanstvima. Taj primjer – podcrtan okolnostima smrti samoga Isusa Krista – nasljeduje i ranokršćanska zajednica koja nastaje u Jeruzalemu: peto poglavlje Djela apostolskih donosi Petrovo odbijanje naloga Velikoga vijeća o prestanku naviještanja kršćanstva: „Treba se većma pokoravati Bogu negoli ljudima!” Slijedeći primjer apostola – od njih dvanaestorice, jedanaestorica su poginula mučeničkom smrću – znatan broj kršćana je u prvim stoljećima kršćanstva ustrajao u vjernosti kršćanskoj vjeri sve do mučeništva; uglavnom u obliku protivljenja prinosa žrtve u hramu državnog kulta (Augustov hram), u znak podložnosti politeizmu Rimskoga Carstva.
Tijekom XX. stoljeća, u kontekstu opće vojne obveze, nameće se problem priziva savjesti protiv vojne službe. Prigovaratelji se pozivaju na moralne naloge koji proizlaze iz njihove religije: primjerice, Franz Jägerstätter, austrijski seljak koji je osuđen na smrt i pogubljen 1943. godine zbog odbijanja služenja u vojsci Trećega Reicha, u ratu koji je kao katolik prepoznavao kao tzv. „nepravedni rat”, proglašen je 2007. godine katoličkim blaženikom.
Četvrto načelo Nürnberških procesa dovelo je do osuda pripadnika NSDAP-a i dužnosnika Trećega Reicha zbog nepozivanja na priziv savjesti (protiv zločinačkih propisa Njemačke pod nacističkim režimom) i neodbijanje izvršavanja naloga utemeljenih na tada važećim njemačkim propisima, ali koji su bili na zločinački način štetni za zdravlje i/ili živote pojedinaca, ratnih zarobljenika, logoraša i dr.
Svjetski boksački prvak Muhammad Ali osuđen je 1967. godine na pet godina zatvora zbog odbijanja služenja u američkoj vojsci u Vijetnamskom ratu. Držao je američko sudioništvo u tom ratu moralno neispravnim, ali njegova vjerska zajednica (muslimanska) nije od svojih članova tražila odbijanje vojne službe. Iste mu je godine oduzet naslov svjetskoga prvaka u boksu, ali nije otišao u zatvor – sve dok Vrhovni sud SAD-a nije 1971. godine poništio njegovu presudu zbog proceduralnih razloga (jer vojno vijeće nije u svojoj odluci iznijelo razloge odbijanja priziva savjesti). Narednih desetljeća, najviši američki dužnosnici, uključujući predsjednika Ronalda Reagana i Jimmyja Cartera rado su se susretali i javno fotografirali s Alijem.

## Pravni okvir
Makar pravo na priziv savjesti proizlazi iz prava na slobodu savjesti – koja je zajamčena člankom 18. Opće deklaracije UN o pravima čovjeka iz 1948. godine – u praktičnom životu nisu ni danas rijetke situacije u kojima pravni poredak ne priznaje legitimnost prigovora savjesti koje izjavljuju pojedinci. 
Primjerice, s obzirom na to da nauk Jehovinih svjedoka zabranjuje službu u (bilo kojoj) vojsci, nemali broj pripadnika te sljedbe bio je izložen zatvorskim kaznama zbog odbijanja vojne službe. Prvi slučaj koji se našao pred Vijećem za ljudska prava – sudom koji je poslije prerastao u Europski sud za ljudska prava – bio je Grandrath protiv Njemačke (slučaj iz 1964. god., okončan 1966. godine). U tom, kao i u brojnim drugim slučajevima koji su se poslije našli pred Europskim sudom za ljudska prava, priziv savjesti protiv vojne službe bio je odbijan – te je prihvaćen tek u presudi u slučaju Thlimmenos protiv Grčke iz 2000. godine. U brojnim zemljama izvan Europe pravo priziva savjesti protiv vojne službe do danas nije priznato, tako ni primjerice u Južnoj Koreji.

Danas je u Hrvatskoj – izuzev prigovora savjesti protiv vojne službe koji je izrijekom priznat u čl. 47. Ustava RH – zakonima izrijekom priznat i prigovor savjesti liječnicima, medicinskim sestrama i stomatolozima protiv sudjelovanja u medicinskim zahvatima (poput pobačaja). Pravo na priziv savjesti je zakonski priznato svim zdravstvenim i nezdravstvenim radnicima, u pogledu postupaka medicinski pomognute oplodnje. Etički kodeks primalja Hrvatske komore primalja iz siječnja 2010. donosi:
Priziv savjesti medicinskih djelatnika u Hrvatskoj proizlazi iz:
- čl. 9.1. Konvencije o zaštiti ljudskih prava i temeljnih sloboda: „svatko ima pravo na slobodu mišljenja, savjesti i vjeroispovijedi; to pravo uključuje slobodu da se promijeni vjeroispovijed ili uvjerenje i slobodu da se pojedinačno ili u zajednici s drugima, javno ili privatno, iskazuje svoju vjeroispovijed ili uvjerenje bogoslužjem, poučavanjem, praktičnim vršenjem i obredima”.
- čl. 40. Ustava RH: „jamči se sloboda savjesti i vjeroispovijedi i slobodno javno očitovanje vjere ili drugog uvjerenja”.
- čl. 20. Zakona o liječništvu Republike Hrvatske: „radi svojih etičkih, vjerskih ili moralnih nazora, odnosno uvjerenja liječnik se ima pravo pozvati na priziv savjesti te odbiti provođenje dijagnostike, liječenja i rehabilitacije pacijenta, ako se to ne kosi s pravilima struke te ako time ne uzrokuje trajne posljedice za zdravlje ili ne ugrozi život pacijenta. O svojoj odluci mora pravodobno izvijestiti pacijenta te ga uputiti drugom liječniku iste struke”.
- čl. 2.15. Kodeksa medicinske etike i deontologije: „liječnik ima pravo na priziv savjesti, ako time ne uzrokuje trajne posljedice za zdravlje ili ne ugrozi život pacijenta”.

Rezolucija 1763 (2010.) Parlamentarne skupštine Vijeća Europe izražava pravo medicinskih djelatnika na priziv savjesti:

Vijeće Vrhovnoga suda Škotske presudilo je 2013. u korist prava na priziv savjesti škotskih primalja Mary Doogan i Concepte Wood, koje su odbile sudjelovati u izvršavanju pobačaja. Pri tome je u odluci Vijeće istaknulo:

## Vanjske poveznice
Sestrinski projekti
|  | Wikizvor ima izvorni tekst Rezolucija 1763 (2010.) Parlamentarne skupštine Vijeća Europe |

Mrežna mjesta
- Pučki pravobranitelj Republike Hrvatske: Pravo na priziv savjesti  Arhivirana inačica izvorne stranice od 2. siječnja 2015. (Wayback Machine), 22. travnja 2013.
- Morality (engl.) newadvent.org. Katolička enciklopedija.